# فيروز آباد، أتر برديش
فيروز آباد (بالهندية: फ़िरोज़ाबाद) هي مدينة من مدن الهند تقع في اقليم أتر برديش. يبلغ عدد سكانها 603,797 نسمة حسب إحصائيات سنة 2011.

## المناخ
يظهر الجدول التالي التغييرات المناخية على مدار السنة لفيروز آباد، أتر برديش:
| البيانات المناخية لـفيروز آباد، أتر برديش | البيانات المناخية لـفيروز آباد، أتر برديش | البيانات المناخية لـفيروز آباد، أتر برديش | البيانات المناخية لـفيروز آباد، أتر برديش | البيانات المناخية لـفيروز آباد، أتر برديش | البيانات المناخية لـفيروز آباد، أتر برديش | البيانات المناخية لـفيروز آباد، أتر برديش | البيانات المناخية لـفيروز آباد، أتر برديش | البيانات المناخية لـفيروز آباد، أتر برديش | البيانات المناخية لـفيروز آباد، أتر برديش | البيانات المناخية لـفيروز آباد، أتر برديش | البيانات المناخية لـفيروز آباد، أتر برديش | البيانات المناخية لـفيروز آباد، أتر برديش | البيانات المناخية لـفيروز آباد، أتر برديش |
| الشهر                                     | يناير                                     | فبراير                                    | مارس                                      | أبريل                                     | مايو                                      | يونيو                                     | يوليو                                     | أغسطس                                     | سبتمبر                                    | أكتوبر                                    | نوفمبر                                    | ديسمبر                                    | المعدل السنوي                             |
| ----------------------------------------- | ----------------------------------------- | ----------------------------------------- | ----------------------------------------- | ----------------------------------------- | ----------------------------------------- | ----------------------------------------- | ----------------------------------------- | ----------------------------------------- | ----------------------------------------- | ----------------------------------------- | ----------------------------------------- | ----------------------------------------- | ----------------------------------------- |
| متوسط درجة الحرارة الكبرى °م (°ف)         | 22 (72)                                   | 25 (77)                                   | 32 (90)                                   | 38 (100)                                  | 41 (106)                                  | 41 (106)                                  | 35 (95)                                   | 33 (91)                                   | 34 (93)                                   | 34 (93)                                   | 29 (84)                                   | 24 (75)                                   | 32 (90)                                   |
| متوسط درجة الحرارة الصغرى °م (°ف)         | 8 (46)                                    | 10 (50)                                   | 16 (61)                                   | 22 (72)                                   | 26 (79)                                   | 28 (82)                                   | 27 (81)                                   | 26 (79)                                   | 24 (75)                                   | 19 (66)                                   | 13 (55)                                   | 9 (48)                                    | 19 (66)                                   |
| الهطول مم (إنش)                           | 10.2 (0.40)                               | 12.7 (0.50)                               | 10.2 (0.40)                               | 10.2 (0.40)                               | 15.2 (0.60)                               | 66.0 (2.60)                               | 195.6 (7.70)                              | 226.1 (8.90)                              | 114.3 (4.50)                              | 27.9 (1.10)                               | 2.5 (0.10)                                | 5.1 (0.20)                                | 696 (27.4)                                |
| المصدر: Firozabad Weather                 |                                           |                                           |                                           |                                           |                                           |                                           |                                           |                                           |                                           |                                           |                                           |                                           |                                           |